# Rob Andrew
Christopher Robert Andrew (Yorkshire del Norte, 18 de febrero de 1963) es un exjugador británico de rugby que se desempeñaba como apertura. Actualmente es dirigente de la Rugby Football Union.

## Biografía
Andrew destacó en el rugby desde joven, siendo capitán de su colegio secundario, donde fue compañero de Rory Underwood. Por su desempeño deportivo consiguió una beca en la Universidad de Cambridge y en 1985 se unió a Nottingham RFC y en 1987 fue llamado a London Wasps luego de ser convocado al XV de la Rosa.
Jugó para su selección entre 1987 y 1997, además integró los British and Irish Lions en las giras a Australia-Francia 1989, Nueva Zelanda 1993 y Sudáfrica 1997.
Con la llegada del profesionalismo al rugby en 1995, fue contratado por el Newcastle Falcons; ahí se lo considera el hombre que descubrió a Jonny Wilkinson. Se retiró en 1999.

### Participaciones en Copas del Mundo
Disputó la Copa del Mundo de Nueva Zelanda 1987, Inglaterra salió segundo de su grupo perdiendo ante los Wallabies 19-6 en la primera fecha y ganando cómodamente a Japón y a los Estados Unidos, sería derrotada en Cuartos de final por los dragones rojos. Cuatro años más tarde en Inglaterra 1991 el XV de la Rosa abrió el Mundial ante los campeones del Mundo; los All Blacks cayendo 18-12, en Cuartos de final derrotaron a Les Blues 19-10, vencieron al XV del Cardo de Gavin Hastings 13-9 y perdieron la final ante Australia 6-12. Finalmente jugó su último mundial en Sudáfrica 1995 donde Inglaterra consiguió el cuarto lugar, Andrew anotó un drop goal a 30 metros del in-goal para conseguir la victoria ante Australia y el pasaje a Semifinales.
| Mundial                       | Sede          | Resultado        | PJ | Puntos |
| ----------------------------- | ------------- | ---------------- | -- | ------ |
| Copa Mundial de Rugby de 1987 | Nueva Zelanda | Cuartos de final | 2  | 0      |
| Copa Mundial de Rugby de 1991 | Inglaterra    | Subcampeón       | 4  | 9      |
| Copa Mundial de Rugby de 1995 | Sudáfrica     | Cuarto puesto    | 5  | 79     |